# Niihime
Hybride
Parent  A  de l'hybridation 
  Citrus unshiu 
×

Parent  B  de l'hybridation 
  Citrus tachibana 
Classification APG III (2009)
Niihime prononcé niihimé est un agrume japonais de Arashika-cho, Kumano, préfecture de Mie. Le jus du fruit encore vert, aigrelet et amère est utilisé comme condiment.

## Dénomination
Niihimé est un mot japonais: にいひめ (Ni i himé) en kanji 新姫 (Ni i - hime) avec 新 nouvelle et 姫 Hime princesse. Synonyme de Shinhime ou princesse dans une mandarine serait une combinaison d'Arashika-cho (le village où on l'a découvert) et Hime.
C. tachibana Tanaka x C. depressa Hayata est le nom adopté par Hiromichi Ichinokiyama et al. (2012), mais il n'existe à ce jour aucune confirmation à base d'un séquençage du génome.

## Histoire
Il est considéré comme un variant spontané de Citrus tachibana, trouvé à l'état sauvage à Arashika-cho en 1971. La Fondation pour la promotion de l'industrie agricole de Kumano l'a enregistré comme variété en 1997. Il est produit en zone montagneuse uniquement autour de Kumano, la récolte était de 18 t en 2010, elle est estimée à 26 t en 2023.
Il existe en 2023 22 producteurs. Les produits dérivés (boisson, jus, ponzu, condiments sont les mêmes que ceux du sudachi).

## Description

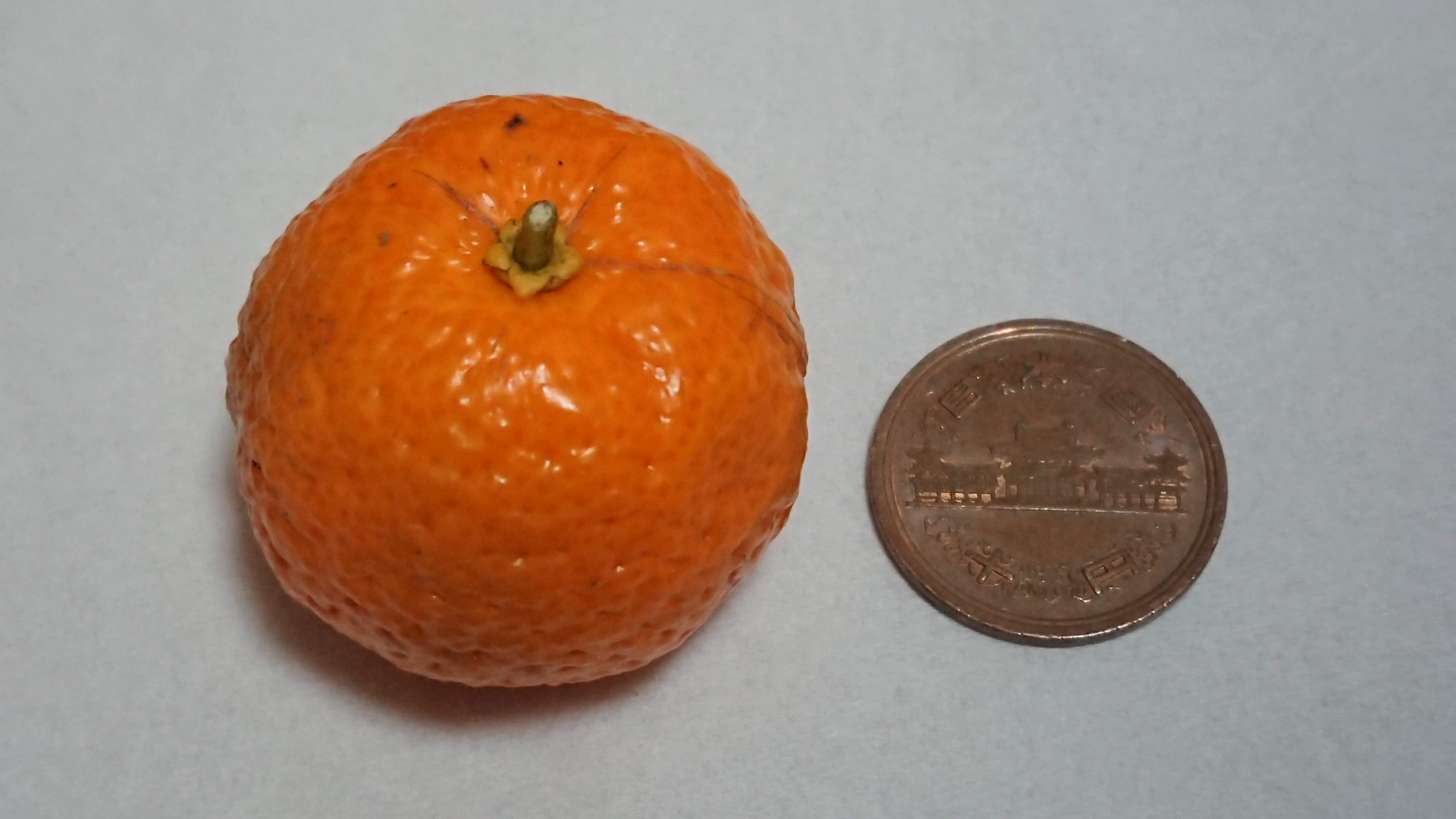
Le fruit devient sucré à maturité mais se consomme vert

La floraison se produit début mai la récolte en octobre novembre. Le poids du fruit est de 25 à 30 g , le diamètre de 3 cm (proche de celui du shikuwasa) et la teneur en sucre est de 11,6 % à maturité fin décembre (autour de 10 % en octobre, proche de celui du sudachi). L'acide citrique est très présent (5 %). Le gout est puissant, acide, amère. 

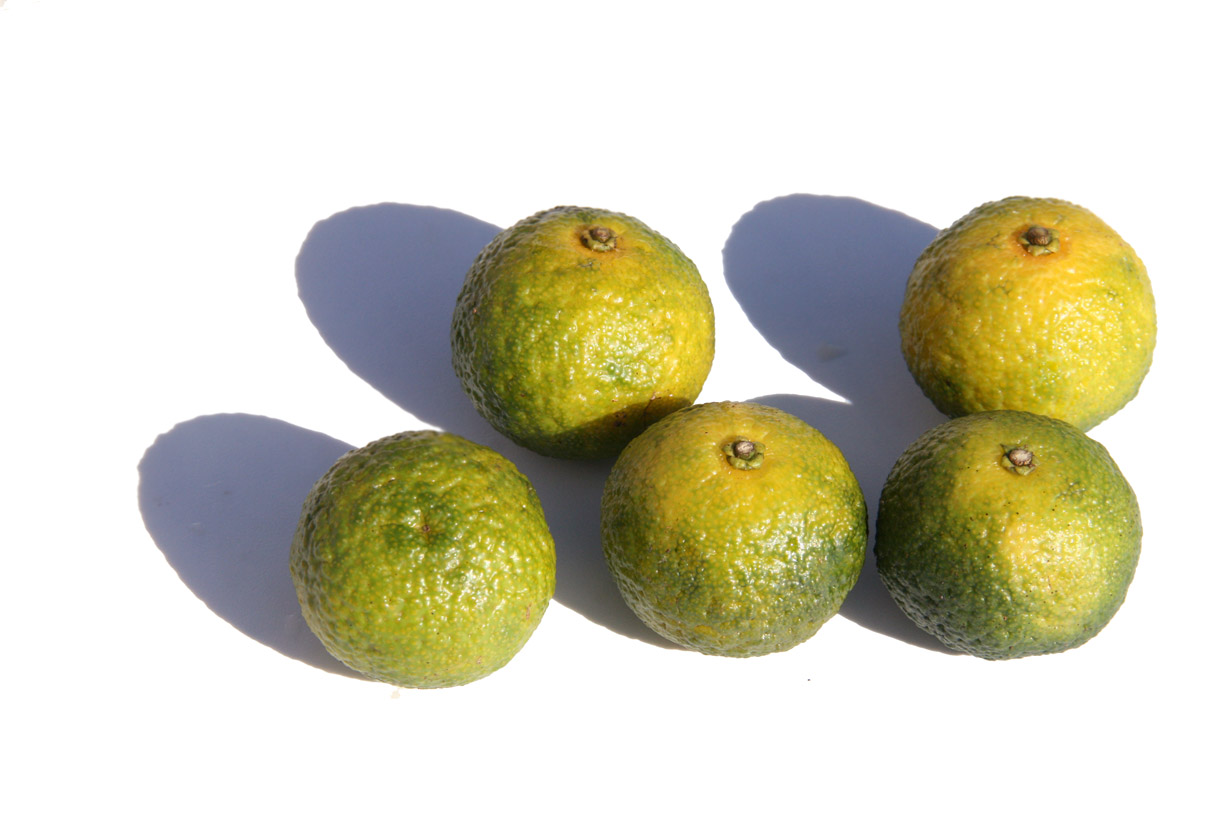
Les fruits commercialisés verts

Le fruit est récolté en octobre - novembre, en 2022 la quantité de 26 t est mentionnée. Il est vendu vert. On en fait une boisson à Kumano: l'eau de Niihime.

### Richesse en composés fonctionnels
Yoshiaki Miyake met en évidence l'activité antioxydante du niihime (2006) résultant de sa richesse en flavonoïdes, la capacité antioxydante se conserve dans les préparations chaudes ou froides à base du jus du fruit. Niihime contient beaucoup d'hespéridine et de nobilétine. Y. Miyake et al. (2016) donnent pour principaux composés du péricarpe; ériocitrine, narirutine, hespéridine, naringine, nobiletine et  tangerétine. Dans une étude comparative (2022) il décrit le niihime comme abondant en ériocitrine, hespéridine et nobilétine et il isole l'acide saccharique 1,4-lactone 3,5-di-O-férulat dans le péricarpe.
Ichinokiyama et al. donnent dans la pulpe et l'albédo une composition comparable plus sinensétine, néoponcilline, le même auteur (2015) décrit l'influence du péricarpe sur le gout du fruit entier: astringence et amertume plus fortes et pour le parfum du jus de fruit entier il indique une odeur d’amine. 
Comme le shikuwasa le fruit entier sert à la production d'un complément alimentaire